# Ганс-Дітер Гайніке
Ганс-Дітер Гайніке (нім. Hans-Dieter Heinicke; 18 травня 1913, Гера — 15 липня 1942, Атлантичний океан) — німецький офіцер-підводник, капітан-лейтенант крігсмаріне.

## Біографія
1 квітня 1933 року вступив на флот. Пройшов дуже тривалу підготовку. З квітня 1939 року — 1-й вахтовий офіцер на плавучій базі підводних човнів «Вайхзель». В квітні-серпні 1940 року пройшов курс підводника. З 30 вересня 1940 року — 1-й вахтовий офіцер на підводному човні U-73. В квітні-червні 1941 року пройшов курс командира човна. З 26 червня 1941 року — командир U-576, на якому здійснив 5 походів (разом 163 дні в морі). 15 липня 1942 року U-576 був потоплений в Північній Атлантиці біля мису Гаттерас (34°51′ пн. ш. 75°22′ зх. д.) глибинними бомбами двох американських гідролітаків «Кінгфішер» і артилерією американського судна Unicoi. Всі 45 членів екіпажу загинули.
Всього за час бойових дій потопив 2 кораблі загальною водотоннажністю 15 450 тонн і пошкодив 2 кораблі загальною водотоннажністю 19 457 тонн.
| Дата           | Назва корабля                | Тип               | Тоннаж | Вантаж                                                                      | Екіпаж | Загинули | Країна             | Конвой |
| -------------- | ---------------------------- | ----------------- | ------ | --------------------------------------------------------------------------- | ------ | -------- | ------------------ | ------ |
| 14 лютого 1942 | Empire Spring                | КАТ судно         | 6,946  | Баласт                                                                      | 55     | 55       | Британська імперія | ON-63  |
| 21 квітня 1942 | Pipestone County             | Торговий пароплав | 5,102  | 4970 тонн бокситів                                                          | 46     | 0        | США                |        |
| 30 квітня 1942 | Taborfjell                   | Торговий пароплав | 1,339  | 2200 тонн нерафінованого цукру в 16 200 мішках і 70 тонн хромової руди      | 20     | 17       | Норвегія           |        |
| 15 липня 1942  | Bluefields                   | Торговий теплохід | 2,063  | 2 автомобілі, радіо, порожні мішків з мішковини та бочок для карбіду і олії | 24     | 0        | Нідерланди         | KS-520 |
| 15 липня 1942  | Chilore (пошкоджений)        | Торговий пароплав | 8,310  | Сухі вантажі та водний баласт                                               | 56     | 0        | США                | KS-520 |
| 15 липня 1942  | J.A. Mowinckel (пошкоджений) | Тепловий танкер   | 11,147 | 6000 тон прісної води і трохи сухих вантажів                                | 59     | 2        | Панама             | KS-520 |

## Звання
- Кандидат в офіцери (1 квітня 1933)
- Морський кадет (23 вересня 1933)
- Фенріх-цур-зее (1 липня 1934)
- Оберфенріх-цур-зее (1 квітня 1936)
- Лейтенант-цур-зее (1 жовтня 1936)
- Оберлейтенант-цур-зее (1 червня 1938)
- Капітан-лейтенант (1 квітня 1941)

## Нагороди
- Медаль «За вислугу років у Вермахті» 4-го класу (4 роки)